# مانوزآمین
مانوزامین (به انگلیسی: Mannosamine) با فرمول شیمیایی C6H13NO5 یک هگزوزآمین با شناسه پاب‌کم ۱۲۳۹۶۱ است؛ که جرم مولی آن ۱۷۹٫۱۷۱ گرم بر مول می‌باشد.